# Траоре, Драман
Драма́н Траоре́ (фр. Dramane Traoré; 17 июня 1982, Бамако) — малийский футболист, нападающий. Выступал за сборную Мали.

## Карьера

### Клубная
В декабре 2008 года Траоре был выставлен «Локомотивом» на трансфер. 22 января 2009 года было сообщено, что Драман перейдёт на правах аренды в «Кубань», с которой руководство «Локомотива» достигло договорённости по этому вопросу, срок аренды рассчитан на один год. 14 марта 2009 года Траоре дебютировал за новый клуб в 1-м туре чемпионата России в игре против казанского «Рубина», которую его команда проиграла со счётом 0:3, Драман отыграл весь матч. 21 марта 2009 года во 2-м туре Чемпионата России Траоре открыл счёт своим голам за «Кубань» и голам своей команды в сезоне 2009 в игре против московского «Спартака». Его гол, забитый на 31-й минуте матча, стал победным, игра закончилась со счётом 1:0. Также в этом матче Драман не реализовал пенальти. Всего за «Кубань» провёл 27 матчей в чемпионате, в которых забил 8 мячей, став лучшим бомбардиром клуба в сезоне, и 1 матч в Кубке России, после чего, ввиду завершения срока аренды, покинул «Кубань». В «Локомотиве» ему закрепиться не удалось, к тому же в матче 24-го тура он получил челюстно-лицевую травму, и зимой 2011 года Драман покинул клуб. Ожидалось, что на правах свободного агента он перейдёт в турецкий клуб «Касымпаша», но Траоре заключил контракт с тунисским клубом «Эсперанс».
3 августа 2011 года Траоре перешёл в донецкий «Металлург».
5 октября 2012 года оформил хет-трик в ворота криворожского «Кривбасса». В июне 2013 года покинул клуб.

### В сборной
Участник Олимпиады 2004 года в составе олимпийской сборной Мали.

## Достижения
- Бронзовый призёр чемпионата России: 2006
- Обладатель Кубка России: 2006/07
- Финалист Кубка Украины: 2011/12

## Статистика выступлений в России
| Сезон | Клуб      | Лига         | Чемпионат | Чемпионат | Кубок | Кубок | Еврокубки | Еврокубки |
| Сезон | Клуб      | Лига         | Игры      | Голы      | Игры  | Голы  | Игры      | Голы      |
| ----- | --------- | ------------ | --------- | --------- | ----- | ----- | --------- | --------- |
| 2006  | Локомотив | Премьер-лига | 21        | 6         | 2     | 0     | 2         | 0         |
| 2007  | Локомотив | Премьер-лига | 21        | 5         | 3     | 0     | 2         | 0         |
| 2008  | Локомотив | Премьер-лига | 13        | 1         | 2     | 1     | -         | -         |
| 2009  | Кубань    | Премьер-лига | 27        | 8         | 1     | 0     | -         | -         |
| 2010  | Локомотив | Премьер-лига | 17        | 0         | 1     | 0     | 2         | 0         |